# 学校法人富山県自動車学園
学校法人富山県自動車学園（がっこうほうじんとやまけんじどうしゃがくえん）とは、富山県内に6校の自動車教習所を展開する学校法人である。6校すべて富山県収入証紙の売りさばき所となっている。

## 沿革
個別に出典が提示されている箇所以外の出典→
- 1929年10月 - 品川忠蔵により富山市安野屋の神通川廃川敷（現在の富山県立富山中部高等学校あたり）1,651坪（5,457m2）に自動車学校を建設。
- 1932年5月 - 神通中学校建設に伴い移転。
- 1935年4月 - 富山県自動車検査場と運転免許試験場に併設する形で富山市牛島新町に移転（同年11月1日に移転落成式を挙行[3]）。
- 1945年8月2日 - 富山大空襲により被災。
- 1953年2月6日 - 学校法人富山県自動車学校として県知事の認可を受ける[4]。
- 1960年6月15日 - 富山市新庄町馬場（現在地）に富山自動車学校の新校舎（鉄筋コンクリート3階建て）竣工、落成式。
- 1989年11月1日 - 高岡自動車学校の新校舎（鉄筋コンクリート3階建て）の落成式が挙行される[5]。
- 2009年11月30日 - 富山自動車学校の新校舎竣工。

## 各学校の概要

### 富山自動車学校
所在地
- 富山市新庄町85番地

### 高岡自動車学校
所在地
- 高岡市蓮花寺735番地

### 黒部自動車学校
所在地
- 黒部市犬山54番地

### 砺波自動車学校
所在地
- 砺波市鷹栖出860番地

### 入善自動車学校
所在地
- 下新川郡入善町田中111番地

### 滑川自動車学校
所在地
- 滑川市菰原168番地

## 各校の教習車種
| 校名 | 大型 | 大特 | 中型 | 準中型 | 普通 | け引 | 自二 |
| ---- | ---- | ---- | ---- | ------ | ---- | ---- | ---- |
| 富山 | ◎    | ○    | ◎    | ○      | ◎    | ○    | ●    |
| 高岡 | ◎    | ○    | ○    | ○      | ◎    | ○    | ●    |
| 黒部 | ○    | ○    | ○    | ○      | ○    | ○    | ●    |
| 砺波 |      | ○    | ○    |        | ◎    |      | ○    |
| 入善 |      | ○    | ○    |        | ○    |      | ○    |
| 滑川 |      | ○    | ○    |        | ○    |      | ○    |

※大型・中型・普通の◎は1・2種ともに実施、○は1種のみ。自二の●は大型・普通ともに実施、○は普通のみ。

## フォークリフト講習会
高岡のみ行われる。

## マスコットキャラクター
- マスコットキャラクターは、ぴんくるである。